# رولاند مایر
رولاند مایر (انگلیسی: Roland Meier؛ زادهٔ ۲۲ نوامبر ۱۹۶۷) دوچرخه‌سوار اهل سوئیس است.